# Poptún (kommunhuvudort i Guatemala)
Poptún är en kommunhuvudort i Guatemala.   Den ligger i departementet Petén, i den nordöstra delen av landet, 220 km nordost om huvudstaden Guatemala City. Poptún ligger 533 meter över havet och antalet invånare är 17 320.
Terrängen runt Poptún är huvudsakligen platt, men söderut är den kuperad. Runt Poptún är det glesbefolkat, med 18 invånare per kvadratkilometer. Poptún är det största samhället i trakten. I omgivningarna runt Poptún växer i huvudsak städsegrön lövskog.